# Ryuta Sasaki
Ryuta Sasaki (født 7. februar 1988) er en tidligere japansk fodboldspiller.
Han har spillet for flere forskellige klubber i sin karriere, herunder Kashima Antlers, Shonan Bellmare og Tochigi SC.